# グレゴール・ジョーダン
グレゴール・ジョーダン（Gregor Jordan、1966年 - ）は、オーストラリアの映画監督、脚本家。『トゥー・ハンズ 銃弾のY字路』や『ケリー・ザ・ギャング』を手がけたことで知られている。

## 経歴
1966年、ビクトリア州に生まれる。1995年、『Swinger』が第48回カンヌ国際映画祭の短編映画部門にて審査員賞を受賞する。1999年、『トゥー・ハンズ 銃弾のY字路』で長編映画監督デビューを果たす。2004年、女優のシモーヌ・ケッセルと結婚した。

## フィルモグラフィー

### 長編映画
- トゥー・ハンズ 銃弾のY字路 Two Hands （1999年） - 監督・脚本
- 戦争のはじめかた Buffalo Soldiers （2001年） - 監督・脚本
- ケリー・ザ・ギャング Ned Kelly （2003年） - 監督
- インフォーマーズ セックスと偽りの日々 The Informers （2008年） - 監督
- 4デイズ Unthinkable （2010年） - 監督
- Ian Thorpe: The Swimmer （2012年） - 監督

### 短編映画
- Swinger （1995年） - 監督・脚本・美術・製作

### テレビ
- Old School （2014年） - 監督・脚本・製作

## 受賞
- 1999年 - オーストラリア映画テレビ芸術アカデミー賞 最優秀監督賞（『トゥー・ハンズ 銃弾のY字路』）[8]
- 1999年 - オーストラリア映画テレビ芸術アカデミー賞 最優秀脚本賞（『トゥー・ハンズ 銃弾のY字路』）[8]